# Dovjanka, raionul Ternopil, regiunea Ternopil
Dovjanka (în ucraineană Довжанка) este o comună în raionul Ternopil, regiunea Ternopil, Ucraina, formată numai din satul de reședință.

## Demografie
Componența lingvistică a comunei Dovjanka
     Ucraineană (99,9%)
     Alte limbi (0,1%)
Conform recensământului din 2001, majoritatea populației comunei Dovjanka era vorbitoare de ucraineană (99,9%), existând în minoritate și vorbitori de alte limbi.